# The Arockalypse
The Arockalypse je treći album grupe Lordi. Objavljen je 2006. godine i na njemu se nalazi pesma „Hard Rock Hallelujah“, kojom su Lordi osvojili Evroviziju 2006. godine. Na omotu albuma po prvi put se pojavljuju OX i Awa, iako su Enary i Kalma ti koji su svirali klavijature i bas gitaru na albumu. Na ovom albumu se pojavljuju i nekoliko poznatih muzičara, kao što su Di Šnajder i Džej Džej Frenš iz grupe Twisted Sister, Udo Dirkšnajder iz grupe Accept i Brus Kulik iz grupe Kiss.

## Spisak pesama
1. „SCG3: Special Report“ (S Diom Šnajderom u ulozi spikera „monstrumskog tabora“) – 3:46
2. „Bringing Back the Balls to Rock“ – 3:31
3. „The Deadite Girls Gone Wild“ – 3:45
4. „The Kids Who Wanna Play with the Dead“ – 4:07
5. „It Snows in Hell“ (s Brusem Kulikom) – 3:37
6. „Who's Your Daddy?“ – 3:38
7. „Hard Rock Hallelujah“ – 4:07
8. „They Only Come Out at Night“ (s Udom Dirkšnajderom) – 3:49
9. „Chainsaw Buffet“ (s Džej Džej Frenšom) – 3:57
10. „Good to Be Bad“ – 3:31
11. „The Night of the Loving Dead“ – 3:09
12. „Supermonstars (The Anthem of the Phantoms)“ – 4:04

## Specijalno izdanje
U novembru 2006. The Arockalypse je ponovo objavljen u finskoj kao „Specijalno izdanje“, u kome su se nalazile i 3 bonus pesme kao i DVD. Album u ovoj verziji je ujedno bio i prvi album koji su Lordi izdali u SAD-u.
Bonus pesme:
1. „Would You Love a Monsterman? (2006)“ - 3:04
2. „Mr. Killjoy“ - 3:25
3. „Evilove“ - 3:59

DVD:
- „Live at Market Square“ - Slavljenički koncert u Helsinkiju nakon pobede na evroviziji.
- „Hello Athens“ - Nekoliko kratkih snimaka koji su pratili Lorde kroz takmičenje.
- Spotovi za „Who's Your Daddy?“, „Hard Rock Hallelujah“ i „Would You Love a Monsterman? (2006)“

## Članovi benda
- Mr. Lordi - Vokal
- Amen - Gitara, Prateći vokal
- Kalma - Bas gitara, Prateći vokal
- Enary - Klavijature, Prateći vokal
- Kita - Bubnjevi, Prateći vokal